# Marcus Aurelius Liber
À Rome, Marcus Aurelius Liber  était le dominus de sa faction ; il participa à des courses de chars en tant qu'agitator, c'est-à-dire en tant que conducteur de quadrige. À côté de cela, il exerça également la profession de magister (maître d'équitation) de la faction verte (prasina). Il a été nommé pater, un titre honorifique ainsi que socius de la faction verte.

## Sources
ILS, 5296